# Ropalidia crassipunctata
Ropalidia crassipunctata är en getingart som beskrevs av Giordani Soika 1981. Ropalidia crassipunctata ingår i släktet Ropalidia och familjen getingar. Inga underarter finns listade i Catalogue of Life.